# السیجر
latitudeالسیجرlongitudeالسیجر
السیجر (به انگلیسی: Alsager) یک منطقهٔ مسکونی در انگلستان است که در شمال غربی انگلستان واقع شده‌است.

## خصوصیات
السیجر ۱۱٬۷۷۵ نفر جمعیت دارد.